# كا فوسكاري
كا فوسكاري هو مبنى قوطي يطل على القناة الكبرى في البندقية إيطاليا. بناه الدوق فرانشيسكو فوسكاري في 1453 وهو الآن مقر الرئيسي لجامعة كا فوسكاري في البندقية.